# Jules Cornelis van Randwijck

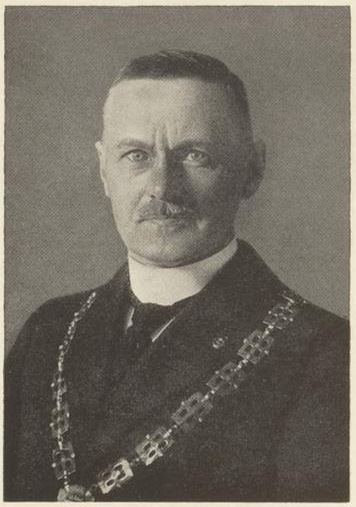
Jules Cornelis van Randwijck (circa 1937)

Mr. Jules Cornelis graaf van Randwijck ('s-Gravenhage, 3 juli 1874 – Amersfoort, 2 november 1962) was een Nederlands burgemeester.

## Biografie
Van Randwijck was lid van de familie Van Randwijck en een zoon van secretaris-generaal van Financiën en ceremoniemeester van de koningin mr. Frans Steven Karel Jacob graaf van Randwijck (1838-1913) en Josephine barones van Hogendorp (1840-1928), lid van de familie Van Hogendorp. In 1899 promoveerde hij op stellingen aan de Universiteit Utrecht.

### Burgemeester van Amersfoort
Vanaf 29 augustus 1912 was hij burgemeester van Amersfoort tot hij op verzoek per 1 januari 1941 werd ontslagen. Op 1 september 1937 werd zijn 25-jarig ambtsjubileum gevierd en kreeg hij de zilveren medaille van de stad. Na de bevrijding na de Tweede Wereldoorlog werd hij per 7 mei 1945 opnieuw benoemd tot burgemeester om dat tot bijna het einde van dat jaar te blijven.

### Nevenfuncties
- Van Randwijck was van 1916 tot 1924 voorzitter van het dagelijks bestuur van de Vereniging van Nederlandse Gemeenten.[1]

## Gezin
In 1900 was Van Randwijck getrouwd met jkvr. Cornelia Henrietta de Jonge (1878-1943), dochter van raadsheer bij de Hoge Raad der Nederlanden jhr. mr. Bonifacius Cornelis de Jonge (1834-1907) en lid van de familie De Jonge. Uit dat huwelijk werden vijf kinderen geboren; dochter Magdalena Maria gravin van Randwijck (1903-1997) trouwde met de latere president van de Hoge Raad, mr. Marius Anne van Rijn van Alkemade (1902-1974).

## Onderscheidingen
- Officier in de Orde van Oranje-Nassau;
- ridder in de Orde van de Nederlandse Leeuw;
- grootofficier in de Leopoldsorde.[noot 1][2]

## Vernoeming
In Amersfoort werd bij raadsbesluit van 29 juni 1954 in nieuwbouwwijk De Kruiskamp een straat naar Van Randwijck (Van Randwijcklaan) vernoemd. Bij de bouw van de wijken Liendert (jaren 1960) en Rustenburg (jaren 1970) werd de Van Randwijcklaan doorgetrokken in deze wijken met dezelfde naam.